# Stazione di Santa Severa
La stazione di Santa Severa è una stazione ferroviaria posta sulla linea Tirrenica, a servizio del centro abitato di Santa Severa, frazione del comune di Santa Marinella.

## Movimento
La fermata è servita dai treni regionali della linea FL5, che collegano Civitavecchia a Roma.